# Нурмела, Ансельми
Ансельми Микаэль Нурмела (фин. Anselmi Mikael Nurmela; 22 ноября 1996, Эммен, Нидерланды) — финский футболист, полузащитник.

## Биография
Сын футболиста сборной Финляндии Мики Нурмела. Воспитанник клуба «ОЛС» (Оулу). С 2013 года начал играть на взрослом уровне за «Оулу», провёл в его составе четыре сезона во втором дивизионе Финляндии, сыграв 68 матчей. В 2017 году перешёл в «РоПС» (Рованиеми), выступавший в высшем дивизионе. Дебютный матч в элите сыграл 29 апреля 2017 года против «Кеми Кингз», а всего за сезон принял участие в 29 матчах чемпионата и забил один гол.
В 2018 году перешёл в эстонскую «Флору» (Таллин). Дебютировал в чемпионате Эстонии 9 марта 2018 года в матче против «Пайде», заменив на 70-й минуте Рауно Аллику. В эстонском клубе провёл два сезона, однако появлялся на поле нерегулярно, сыграл в чемпионате 25 матчей из 72 проведённых командой, и забил 2 гола. Чемпион (2019) и бронзовый призёр (2018) чемпионата страны, финалист Кубка Эстонии 2017/18.
В 2020 году вернулся в «Оулу», с которым в том же сезоне стал победителем второго дивизиона Финляндии. На следующий год выступал в высшем дивизионе, где провёл 25 матчей, а его клуб финишировал предпоследним.
В первой половине 2022 года играл за клуб второго дивизиона Норвегии (третий уровень местного футбола) «Хёдд», в 5 матчах выходил на замены. Летом 2022 года перешёл в другой норвежский клуб — «Хёнефосс», выступающий дивизионом ниже, где играл под руководством финского тренера Мики Пулккинена.
Выступал за сборные Финляндии младших возрастов.

## Достижения
- Чемпион Эстонии: 2019
- Бронзовый призёр чемпионата Эстонии: 2018
- Финалист Кубка Эстонии: 2017/18
- Победитель второго дивизиона Финляндии: 2020